# Reguła lewej dłoni

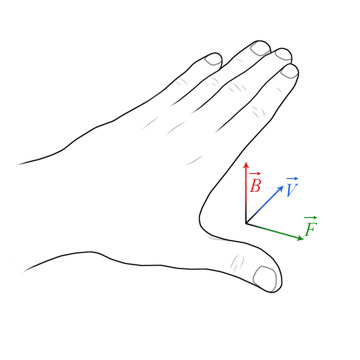

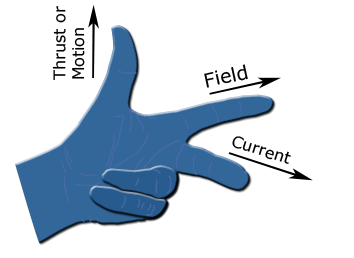

Reguła lewej dłoni, reguła Fleminga – reguła określająca kierunek i zwrot wektora siły magnetycznej (elektrodynamicznej).
Jeżeli lewą dłoń ustawi się tak, aby linie pola magnetycznego zwrócone były prostopadle ku wewnętrznej powierzchni dłoni (aby wnikały w wewnętrzną stronę dłoni), a wszystkie palce - z wyjątkiem kciuka - wskazywały kierunek i zwrot płynącego prądu (poruszającej się cząstki o ładunku dodatnim), to odchylony kciuk wskaże kierunek i zwrot siły elektrodynamicznej działającej na dodatni ładunek elektryczny umieszczony w tym polu (dla ładunku ujemnego zwrot siły będzie przeciwny).
Drugi sposób na określenie kierunku i zwrotu siły elektromagnetycznej polega na ułożeniu kciuka (Thrust or Motion), palca wskazującego (Field) i środkowego (Current) pod kątami prostymi. W takim ułożeniu palec wskazujący pokazuje kierunek linii pola magnetycznego, palec środkowy kierunek i zwrot prądu, a kciuk kierunek i zwrot siły.